# No taxation without representation

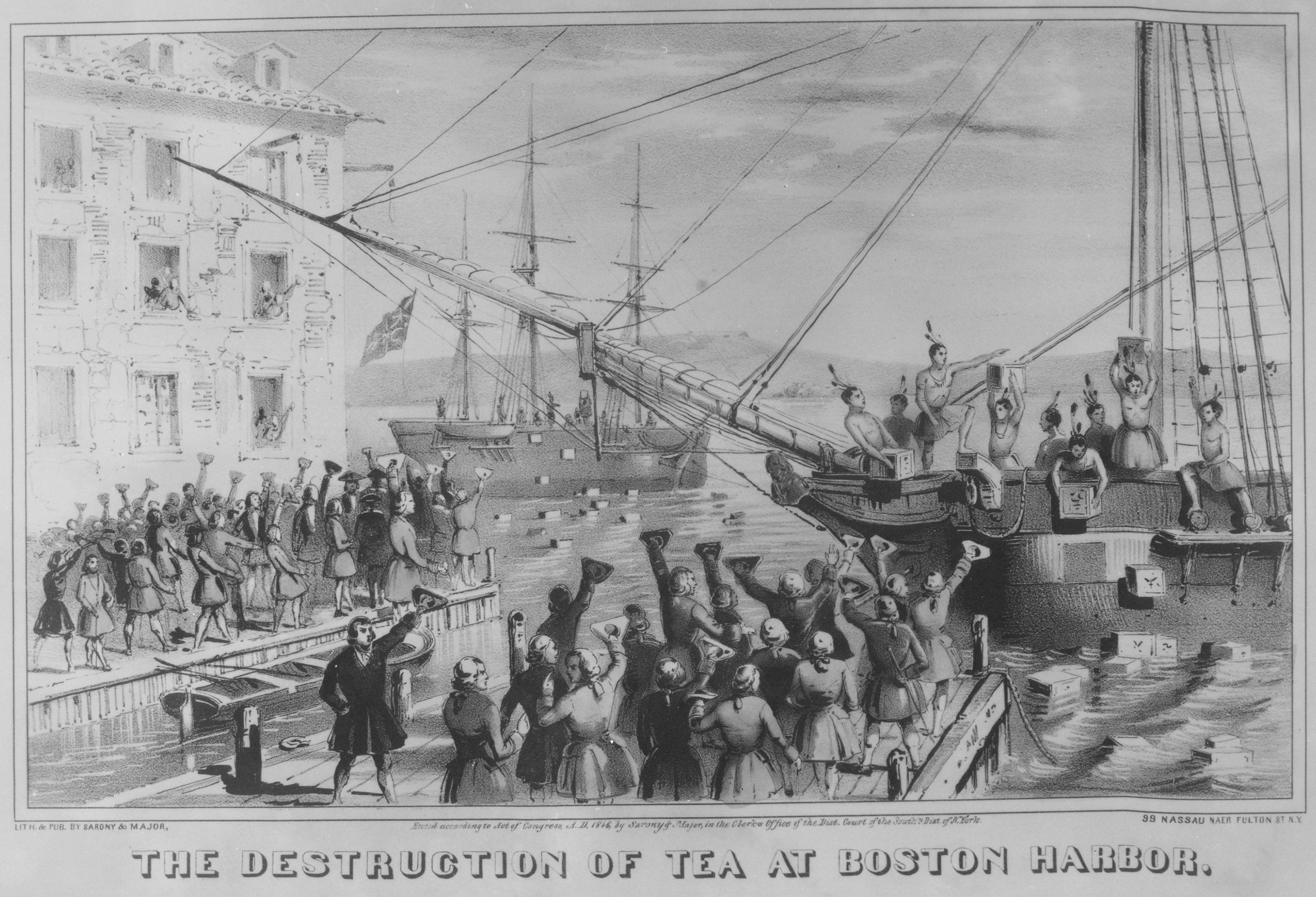
De Boston Tea Party in 1773

No taxation without representation (geen belasting zonder vertegenwoordiging) was de slagzin van de kolonisten in de Dertien koloniën in de aanloop naar de Amerikaanse Onafhankelijkheidsoorlog.
Aanleiding voor deze onafhankelijkheidsoorlog was het verhogen van de belastingen in de Amerikaanse kolonie door moederland Engeland. De kolonisten hadden echter geen enkele inspraak in het Britse bestuur over de Amerikaanse kolonie. Het idee was dat diegene die de belasting betaalden ook iets te zeggen hadden over de bestemming van het geld en daarmee over het bestuur van het land. Engeland wilde echter niet toegeven aan deze eis om de kolonisten een vaste afvaardiging in het Britse parlement te geven.

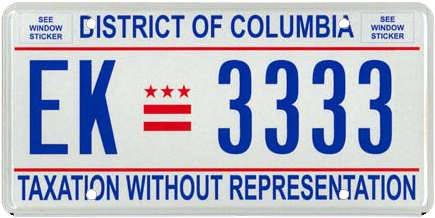
Kentekenplaat met de tekst Taxation without representation

Vandaag de dag wordt de slagzin in de vorm Taxation without representation ook nog weleens gehoord in District of Columbia, waarvan de inwoners geen stemrecht hebben voor het Congres van de Verenigde Staten. De slagzin wordt bijvoorbeeld gebruikt op de kentekenplaten van auto's uit District of Columbia.